# 安邦电化
江苏安邦电化有限公司，簡稱安邦电化，以及江蘇安邦电化（英語：Jiangsu Anpon Electrochemical Company Limited），中國化工農化總公司成員，中國化工集團公司屬下機構，總部位於江苏省淮安市化工路30号，是在1958年成立，董事長為雷志宏。
主要業務生產产品为氯碱产品：烧碱、液氯、盐酸；化工中间体：邻甲苯胺、环氧氯丙烷、六氯环戊二烯、异氰酸酯系列、阻燃剂系列等；农药产品：杀虫剂系列（吡蚜酮、噻嗪酮、硫丹等）；除草剂系列（草甘膦、醚磺隆等）；生长调节剂系列（乙烯利等）。

## 連結
- 江苏安邦电化有限公司